# Фрайер, Ахим
Ахим Фрайер (нем. Achim Freyer; род. 30 марта 1934, Берлин) — немецкий художник, сценограф и режиссёр. Учился в Школе прикладной графики (1951—1954), в Берлинской академии искусств (1954—1955). Ученик Бертольда Брехта.

## Постановки
В том числе хэппининги и перформансы.
- Руки прочь! (1962)
- Кошкин дом (1964)
- Захват голубого лимузина (1959)
- Разрушение порядка это новый порядок (1965)
- Красная горизонтальная замкнутая линия на высоте глаз через два пространства с тридцатью персонами (1966)
- 1974 — Мария Магдалина Ф. К. Креца (по Ф. Хеббелю)
- 1974 — Клавиго И. В. Гёте
- трилогия Сатьяграха (1981), Эхнатон (1984) и Эйнштейн на пляже (1988) на музыку Ф. Гласса
- Метаморфозы Овидия, или Движениe oт кpaя к центpy и oбpaтнo (Бургтеатр) — существует киноверсия

## Оперные постановки
- «Севильский цирюльник» Дж. Россини (1968)
- «Ифигения в Тавриде» К. В. Глюка (1979)
- «Волшебный стрелок» К. М. Вебера (1980)
- «Волшебная флейта» В. А. Моцарта (1982)
- «Орфей и Эвридика» К. В. Глюка (1982)
- оратория «Мессия» Г. Ф. Генделя (1985)

## Сценографические работы
- «Добрый человек из Сезуана» Б. Брехта (реж. Б. Бессон; 1970)
- «Клавиго» И. В. Гёте (1971)
- С режиссёром Г.Ноегебауером :
  - Кардильяк П. Хиндемита (1973)
  - Воццек А. Берга (1975)
  - Пеллеас и Мелизандра К. Дебюсси (1975)
  - Моисей и Арон А. Шёнберга (1978)
- Лиp Э. Бондa (1973) — реж. Г. Литцау
- Убийство Айса или суд над дровосеком Х. Ланге (1974) — реж. Г. Литцау
- Разбойники Ф. Шиллера (1975) — реж. К. Пайманн
- Кетхен из Хейльбронна Г. Клейста (1975) — реж. К. Пайманн
- Фауст И. В. Гёте (1977) — реж. К. Пайманн